# كارل باش
كارل باش (بالألمانية: Carl von Bach) (و. 1847 – 1931 م) هو مهندس ميكانيك، وعالم، وأستاذ جامعي، من ألمانيا، ولد في اتولبرغ، توفي في شتوتغارت، عن عمر يناهز 84 عاماً.

## مناصب وهيئات
أدار جامعة شتوتغارت.

## جوائز
حصل على جوائز منها:
- ميدالية ويلهلم إكسنر [الإنجليزية]‏ (1924)
- وسام فريدريش
- وسام ألبرت الملكي الساكسوني [الإنجليزية]‏.